# Хорин, Владимир Никитович
Владимир Никитич (Никитович) Хо́рин (1914—1988) — советский конструктор в области горного машиностроения.

## Биография
Родился 1 марта 1914 года в посёлке Криндачевка Екатерининского уезда (сегодня — город Красный Луч, Луганская область, Украина) в семье управляющего шахтой. В 1936 году окончил Харьковский механико-машиностроительный институт.
Занимал должности:
- 1936—1941 — конструктор, старший конструктор, руководитель группы, главный конструктор Горловского машиностроительного завода (в 1940—1941 в командировке в Германии, после начала войны вместе с группой инженеров интернирован в концлагере, потом их обменяли на военнопленных);[источник не указан 607 дней]
- 1941—1944 — начальник цеха на оборонных предприятиях;
- 1944—1945 — начальник технического отдела — заместитель главного инженера Главуглемаша Министерства угольной промышленности CCCP, в 1945 г. в звании полковника в командировке в Германии по отбору оборудования по репарациям;
- 1945—1959 начальник отдельного конструкторского бюро по проектированию угледобывающего комбайна, предназначенного для использования на пологих пластах Донецкого бассейна (с 1946 г. это бюро — в составе Донецкого филиала Гипроуглемаша);
- 1959—1967 — главный специалист, начальник Управления и член коллегии Госкомитета по машиностроению и автоматизации, с 1964 — начальник Главуглемаша Министерства тяжёлого, энергетического и транспортного машиностроения;
- 1967—1974 — руководитель Отделения комплексной механизации ИГД им. А. А. Скочинского;
- 1974—1986 — директор института Гипроуглемаш Министерства угольной промышленности CCCP.
- с 1986 года — генеральный конструктор угледобывающих комбайнов и забойных конвейеров Гипроуглемаша.

Один из авторов и создателей угледобывающего комбайна «Донбасс» (1948) и комбайна «Горняк» для выемки тонких пластов (1950). Главный конструктор первой гидравлической подающей части комбайна и организатор широкого внедрения гидропривода в угольное машиностроение.
Доктор технических наук (1960), профессор (1967). Член ВКП(б) с 1943 года.
Автор 140 изобретений.

## Семья
Дочь — Хорина Анна Владимировна, кандидат технических наук (1979).
Сын — Хорин Никита Владимирович.

## Награды и премии
- орден Ленина
- орден Трудового Красного Знамени
- орден «Знак Почёта»
- медали
- Сталинская премия второй степени (1949) — за создание угольного комбайна «Донбасс».
- премия Совета Министров СССР — за разработку базовых скребковых конвейеров.
- заслуженный деятель науки и техники РСФСР (1974)